# Dovyalis rhamnoides
Dovyalis rhamnoides là một loài thực vật có hoa trong họ Liễu. Loài này được (Burch. ex DC.) Burch. ex Harv. & Sond. mô tả khoa học đầu tiên năm 1860.